# Liste von Persönlichkeiten aus Cavergno
Diese Liste enthält in Cavergno geborene Persönlichkeiten und solche, die in Cavergno ihren Wirkungskreis hatten, ohne dort geboren zu sein. Die Liste erhebt keinen Anspruch auf Vollständigkeit.

## Persönlichkeiten
- Familie Balli:
Aus Fusio, seit dem 13. Jahrhundert erwähnt, mit Zweigen in Cavergno und Locarno (vom Ende des 18. Jahrhunderts an). Letzterer hatte gemeinsam mit den Rusca die Patronatsrechte über die Kirche Santa Maria Assunta in Locarno inne. Vom 16. Jahrhundert an betätigten sich Angehörige der Familie, die sich durch eine bemerkenswerte Wandertradition auszeichnete, als Architekten in Leitmeritz; im 17. Jahrhundert hielten sich Vertreter der Balli aus dem Maggiatal in Rom auf.[1][2]
  - Ambrogio Balli (* um 1540 in Cavergno; † 7. Mai 1576 in Leitmeritz [ermordet]), Bauunternehmer, der das Kelchhaus in Leitmeritz baute[1]
  - Valentino Balli (* 1764 in Cavergno; † 1825 in Groningen ?), Kaufmann, Gründer des Handelshauses Balli in Groningen; sein Wirken wurde von einigen seiner Nachkommen erfolgreich fortgesetzt[3][1]
  - Giacomo Maria Balli (* um 1770 in Cavergno; † nach 1801 ebenda), Politiker[1]
  - Giacomo Antonio Balli (* um 1873 in Cavergno; † nach 1815 ebenda), Politiker[1]
  - Valentino Alessandro Balli (1796–1863), Politiker, Tessiner Grossrat, Nationalrat
  - Francesco Balli (1852–1924), Politiker, Tessiner Grossrat, Ständerat und Nationalrat
  - Attilio Balli (* 1852 in Locarno; † 27. Januar 1896 ebenda), von Locarno, Ingenieur, Politiker. Er als Ingenieur Wesentliches zur Fortentwicklung des Hotelgewerbes in und um Locarno beitrug[4][1]
  - Federico Balli (1854–1889), Schriftsteller, Publizist, Politiker, Tessiner Grossrat und Wohltäter
  - Emilio Balli (1855–1934), von Cavergno, Naturwissenschaftler, Politiker, Tessiner Grossrat und Direktor des Museo di archeologia e storia naturale in Locarno
  - Giacomo Balli (* 1882 in Locarno; † in Brüssel ?), Jurist[1]

- Familie Martini:
  - Giuseppe Martini (* 18. Februar 1922 in Cavergno; † 28. Februar 2007 in Locarno), Maler, Zeichner schuf Landschaften und Stillleben, Sekundarlehrer[5]
  - Plinio Martini (1923–1979), Sekundarlehrer, Dichter und Schriftsteller
  - Alessandro Martini (* 1947 in Cavergno), genannt Martini Dry, Sohn von Plinio, Dozent für italienische Literatur an der Universität Freiburg (Schweiz), Literaturkritiker, Dichter[6][7]

- Familie Zanini:
  - Luigi Alessandro Zanini (* um Dezember 1807 in Holland; † 21. Dezember 1855 in Cavergno), Priester, Pfarrer von Cavergno, Literat, Politiker[8]
  - Emilio Zanini (1866–1922), Sekundarlehrer und Schriftsteller
  - Paolo Zanini (1871–1914), Architekt in Lugano

- Felicissimo Selva (* 19. Januar 1878 in Cavergno; † 8. November 1936 in Locarno), Kapuziner, Organist und Komponist[9]
- Alfio Inselmini (* 8. Januar 1946 in Cavergno), Chordirigent und Komponist[10]
- Doris Femminis (1972), Schriftstellerin und Psychiatriepflegerin, arbeitet als Spitex-Krankenschwester im Kanton Waadt